# نظام التعليم
نظام التعليم عبارة عن مجموعة من المعايير المستخدمة لتقييم المستوى التعلييمي للطلبة.

## مثال على نظام التعليم
إليكم مثالاً على نظام التعليم لمهمة عرض تقديمي
- العرض التقديمي (40%)

1. الاتصالات الشفهية وغير الشفهية (10%) - تجنب قراءة الملاحظات، التواصل بالعين، الحماس، لغة الجسد، مستوى ارتفاع الصوت، ووضوح اللغة.
2. الوسائل المساعدة المرئية (10%) - الحد الأدنى من النصوص، الشكل الذي يجذب الآخرين، الخلو من وسائل التشتيت، كبر حجم الخط.
3. الهيكل (10%) - وضوح الأهداف، التنظيم، التقدم المنطقي، جودة التدفق
4. أسئلة المناقشة (10%) - القدرة على قيادة المناقشة: القدرة على طرح الأسئلة والرد عليها، الحفاظ على النظام

- المحتويات (60%)

1. مقدمة (10%) - تقديم مواد الخلفية
2. بيان الأطروحة (5%) - الوضوح، التركيز
3. النص والكيان الرئيسي (35%) - العمق، أو تجميع المراجع، أو الدقة، أو الملخص، أو الأرقام، أو الجداول
4. أسئلة المناقشة (10%) - شحذ الفكر، القدر الكافي

## وصلات خارجية
- Marking scheme